# Castrogeriz
Castrogeriz är en ort i Spanien.   Den ligger i provinsen Provincia de Burgos och regionen Kastilien och Leon, i den norra delen av landet, 210 km norr om huvudstaden Madrid. Castrogeriz ligger 818 meter över havet och antalet invånare är 935.
Terrängen runt Castrogeriz är huvudsakligen platt, men åt sydväst är den kuperad. Runt Castrogeriz är det mycket glesbefolkat, med 5 invånare per kvadratkilometer. Närmaste större samhälle är Melgar de Fernamental, 15,6 km nordväst om Castrogeriz. Trakten runt Castrogeriz består till största delen av jordbruksmark.